# Vinnie Paz
Vinnie Paz, pseudonimo di Vincenzo Luvineri (Agrigento, 5 ottobre 1977), è un rapper e produttore discografico italiano.
Il musicista è conosciuto anche come  Ikon the Verbal Hologram, Louie Doggs, The Pazmanian Devil, Ikon The Python & Pazienza. È noto per i suoi testi con riferimenti alla religione, la guerra, la politica, le teorie del complotto e il paranormale. Paz è anche un fan dell'Heavy metal, infatti, ha pubblicato un album di nome Heavy Metal Kings, in collaborazione con Ill Bill.

## Biografia

### Origini e formazione
Vinnie è nato ad Agrigento in Sicilia, dove ha vissuto con la famiglia per un breve periodo prima di trasferirsi a Clifton Heights, Pennsylvania, appena fuori Filadelfia, Pennsylvania. Nei primi anni del 1990, grazie alla sua passione per la musica ha iniziato a rappare. La prima tag utilizzata da Paz è Ikon the Verbal Hologram. Nel 1996 con il suo gruppo Jedi Mind Tricks ha commercializzato il suo primo lavoro, un EP Amber Probe. Mentre nel 1997 ha pubblicato il suo primo album di debutto, The Psycho-Social, Chemical, Biological & Electro-Magnetic Manipulation of Human Consciousness (Spesso abbreviato in The Psycho-Social CD).

### Gli anni '90 eArmy of the Pharaohs
Nel 1998, Paz ha formato il gruppo Army of the Pharaohs, con il quale ha pubblicato The Five Perfect Exertions. Nel 2000, con i Jedi Mind Tricks ha distribuito il suo secondo album, Violent by Design.

### Gli anni 2000
Nel 2003, i Jedi Mind Tricks hanno pubblicato il loro terzo album, Vision of Gandhi. Nel 2005, si è dedicato brevemente ai Army of the Pharaohs, per poi pubblicare il quarto & il quinto album con i JMT, rispettivamente Legacy of Blood & Servants in Heaven, Kings in Hell. Successivamente, Paz ha distribuito il suo primo Mixtape solista, The Sound & The Fury.

## Discografia

### Con i Jedi Mind Tricks
- 1997 - The Psycho-Social, Chemical, Biological & Electro-Magnetic Manipulation of Human Consciousness
- 2000 - Violent by Design
- 2003 - Vision of Gandhi
- 2004 - Legacy of Blood
- 2006 - Servants in Heaven, Kings in Hell
- 2008 - A History of Violence
- 2011 - Violence Begets Violence
- 2015 - The Thief and the Fallen
- 2018 - The Bridge & The Abyss
- 2021 - The Funeral & the Raven

### Con l'Army of the Pharaohs
- 2006 - The Torture Papers
- 2007 - Ritual of Battle
- 2010 - The Unholy Terror
- 2014 - In Death Reborn
- 2014 - Heavy Lies The Crown

### Solista
Album
- 2010 - Season of the Assassin
- 2012 - God of the Serengeti
- 2016 - The Cornerstone of the Corner Store
- 2020 - So above as below

EP
- 2010 - Prayer for the Assassin
- 2013 - Carry on Tradition

Mixtapes
- 2005 - Pazmanian Devil
- 2006 - The Sound and the Fury
- 2010 - Before the Assassin
- 2010 - Fires of the Judas Blood
- 2012 - The Priest of Bloodshed
- 2013 - Digital Dynasty 23
- 2014 - Flawless Victory

### Con gli Heavy Metal Kings
- 2011 - Heavy Metal Kings
- 2017 - Black God White Devil